# Szczecinek
Szczecinek, /ʂt͡ʂɛˈt͡ɕinɛk/ (fil), tyska: Neustettin, kasjubiska: Szczecënkò, är en stad i nordvästra Polen och huvudort i distriktet Powiat szczecinecki i Västpommerns vojvodskap.  Szczecineks stadskommun hade 40 615 invånare år 2014. Administrativt är staden en självadministerande stadskommun (gmina miejska) och därmed självständig från den omgivande landsortskommunen med samma namn, Gmina Szczecinek.

## Geografi
Staden ligger i östra delen av den historiska regionen Hinterpommern, en region som idag ungefär motsvarar Västpommerns vojvodskap, i mitten av Drawskosjöplatån, omkring 130 meter över havet. Stadskärnan ligger vid Trzesieckosjöns nordöstra strand och strax nordost om staden ligger sjön Wielimie.

### Administrativ indelning
Staden är en stadskommun (gmina miejska) och det administrativa området omfattar därför huvudsakligen tätorten. Staden Szczecinek omges av Gmina Szczecinek, Szczecineks landskommun, som är en separat kommun. 
Administrativa stadsdelar i staden är (tyska namn inom parentes):
- Bugno (Bügen)
- Chyże (Kietz)
- Czarnobór (Stadtwald)
- Opoczyska (Steinthal)
- Raciborki (Schönthal)
- Świątki (Marienthron)
- Trzesieka (Streitzig)
- Osiedle Zachód
- Marcelin (Horngut)

## Historia
Staden grundades på 1300-talet och var 1376-1395 huvudstad för ett hertigdöme med samma namn. Därefter tillhörde staden de pommerska hertigdömerna Pommern-Rügenwalde 1395-1418, Pommern-Wolgast 1418-1474 och Pommern-Stettin 1474-1618. Efter trettioåriga kriget tillföll staden Brandenburg-Preussen, efter 1701 kungadömet Preussen, och ingick efter Tysklands enande 1871 därigenom även i det Tyska kejsardömet. Under den tyska epoken kallades staden Neustettin och ingick från 1816 i regeringsområdet Köslin i provinsen Pommern. Efter Tysklands nederlag i andra världskriget 1945 hamnade staden öster om Oder-Neisse-linjen och tillföll Polen.

## Kultur och sevärdheter
De pommerska hertigarnas slott, den nygotiska Mariakyrkan och rådhuset från 1852 tillhör stadens sevärdheter. S:t Nikolaustornet från 1500-talet inrymmer idag regionmuseet. Staden har även en stadspark och ett Bismarcktorn. I stadsparken finns ett minnesmärke över de döda under andra världskriget, invigt 2008.

## Kommunikationer
Staden ligger i korsningen av de nationella landsvägarna DK 11 (Koszalin – Poznań) och  DK 20 (Stargard Szczeciński – Gdynia). Den regionala vägen 172 leder härifrån till Połczyn-Zdrój.

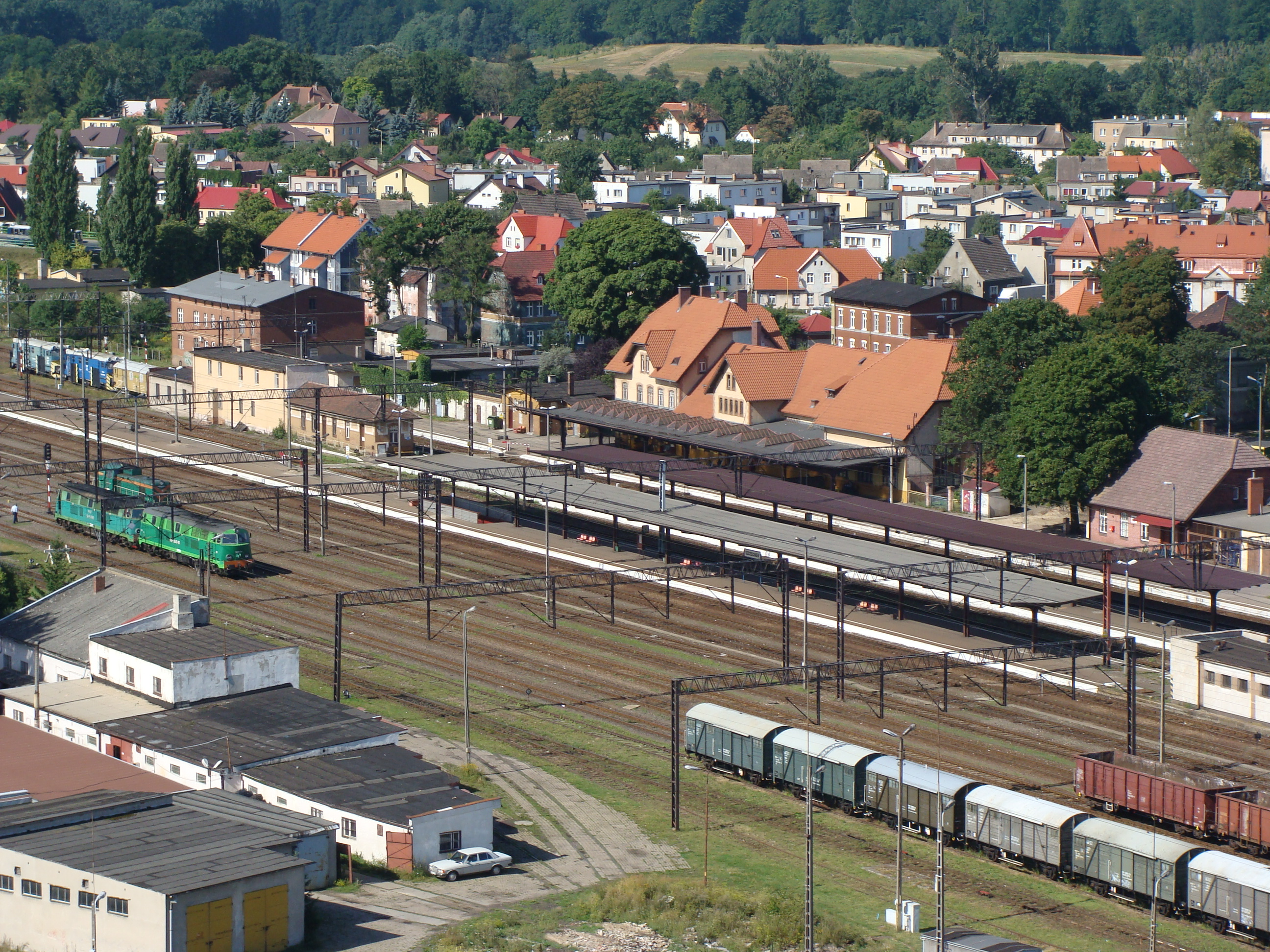
Szeczineks järnvägsstation

I Szecinek möts järnvägssträckorna Piła – Ustka, Chojnice – Runowo Pomorski och Szczecinek – Kołobrzeg. Järnvägsstationen har täta regionalförbindelser, bland annat till städerna Kołobrzeg, Chojnice, Koszalin, Poznań, Runowo, Szczecin och Słupsk. Dessutom avgår härifrån fjärrtåg mot Gdynia, Katowice, Kołobrzeg och Kraków. 

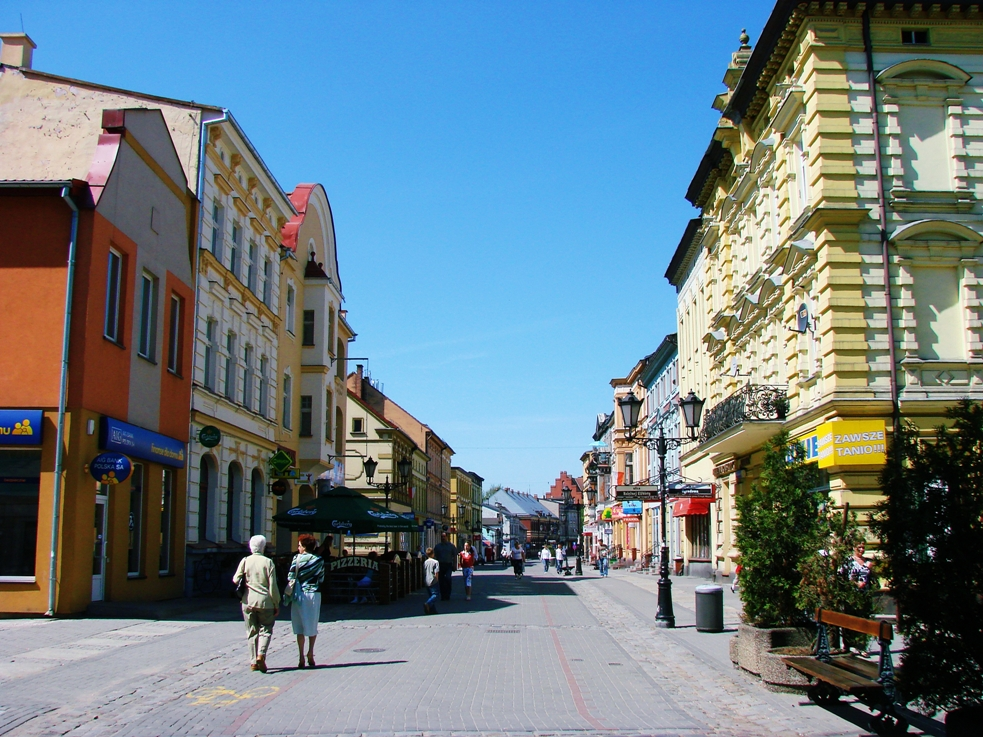
Gågata i gamla staden

## Kända invånare
- Gustav Behrend (1847-1925), dermatolog.
- Lothar Bucher (1817-1892), tysk publicist.
- Jacek Gdański (född 1970), polsk stormästare i schack.
- Hans Krüger (1902-1971), tysk nazistisk och sedermera konservativ politiker för CDU, Västtysklands minister för flyktingar och krigsoffer 1963-1964.
- Gerhard Maletzke (1922-2010), kommunikationsvetare och psykolog.
- Horst Mann (född 1927), östtysk friidrottare.
- Ewa Minge (född 1967), polsk modedesigner.
- Aleksander Wolszczan (född 1946), polsk astronom, upptäckare av de första extrasolära planeterna.